# Robert Markowitz
Robert Markowitz (Irvington, 7 febbraio 1935) è un regista televisivo statunitense.
Ha diretto numerosi film per la TV ed episodi di serie televisive come Delvecchio, Serpico, Storie incredibili. È stato candidato a un Primetime Emmy Award. Il film per la TV Decoration Day, da lui diretto, ha vinto un Golden Globe per la miglior miniserie o film per la televisione nell'edizione del 1991.

## Filmografia parziale
- The American Parade - serie TV, 1x03-1x08-1x10 (1975-1976)
- Delvecchio - serie TV, 1x05-1x14 (1976-1977)
- Serpico - serie TV, 1x06 (1976)
- Hockey violento (The Deadliest Season) - film TV (1977)
- A Long Way Home - film TV (1981)
- Il fantasma dell'Opera (The Phantom of the Opera) - film TV (1983)
- Kojak - Assassino a piede libero (Kojak: The Belarus File) - film TV (1985)
- Storie incredibili (Amazing Stories) - serie TV, 2x03 (1986)
- Decoration Day - film TV (1991)
- Ai confini della realtà - I tesori perduti (Twilight Zone: Rod Serling's Lost Classics) - film TV (1994)
- I ragazzi di Tuskegee (The Tuskegee Airmen) - film TV (1995)
- Davide - miniserie TV (1997)
- Il dono di Nicholas (Nicholas' Gift) - film TV (1998)
- Vite dannate (Too Young to Die?) - film TV (1990)
- Avenger - film TV (2006)